# Devialet
Devialet（デビアレ、デヴィアレ）は、フランスの音響機器メーカー。主にスピーカーやアンプの製造で知られている。2007年にパリで創業した。

## 歴史

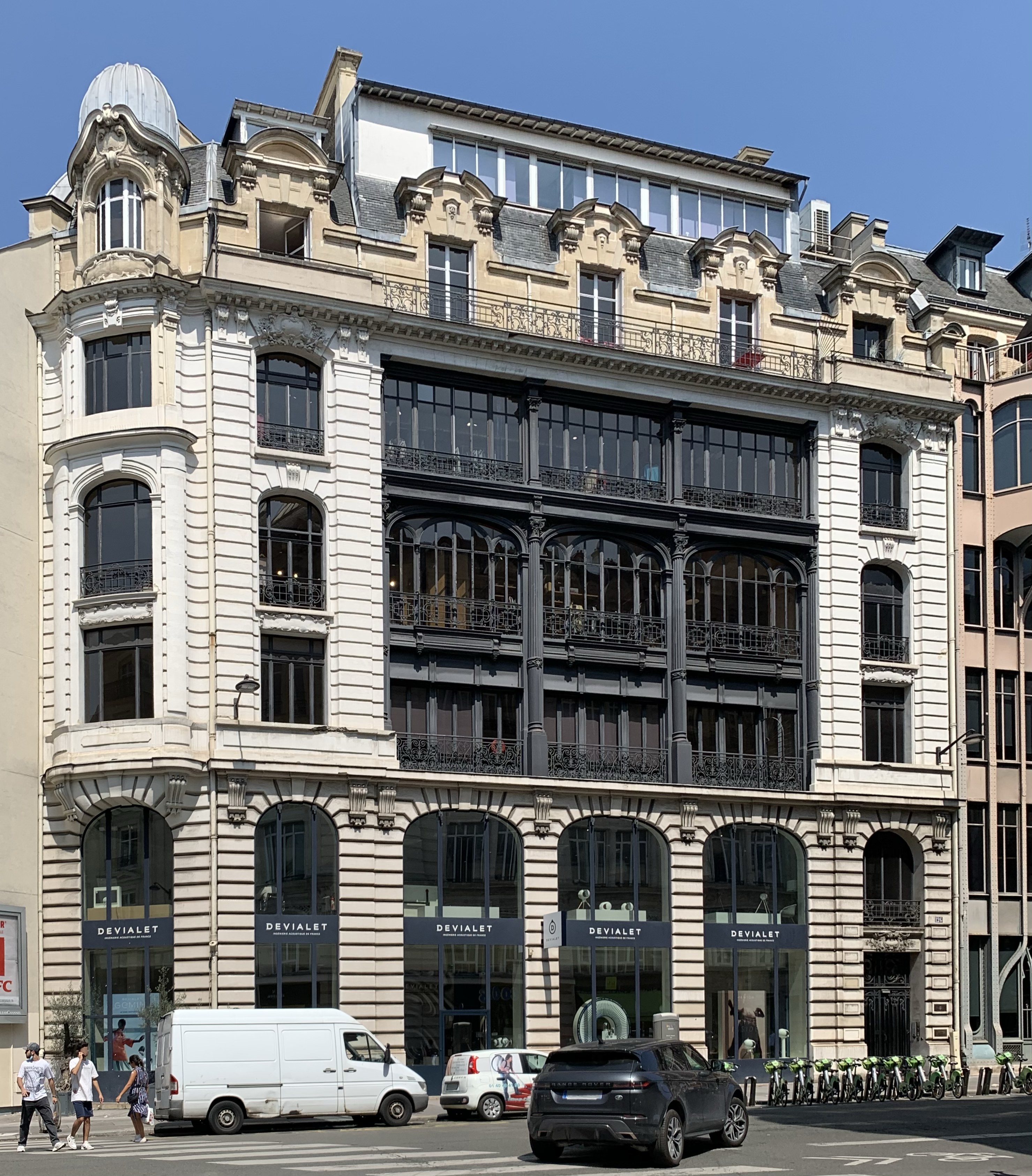
パリにあるDevialetの店舗

2004年、技術者であったピエール＝エマニュエル・カルメル（フランス語: Pierre-Emmanuel Calmel）は、アナログ・デジタル・ハイブリッド（Analog Digital Hybrid, ADH）音響技術を開発した。この技術はのちのDevialet製品の基礎となるものであった。それから3年後の2007年、カルメルはADH技術を用いたアンプの試作機を開発し、カンタン・サニー（フランス語: Quentin Sannié）とエマニュエル・ナルダン（フランス語: Emmanuel Nardin）と共にDevialetを創業した。創業時は、サニーが最高経営責任者 (CEO)、カルメルが最高技術責任者 (CTO)を務めた。
2010年、Devialet初の製品として、「D-Premier」と名付けられたアンプを市場に投入した。2010年から2012年の間、Devialetは様々な投資筋から1,700万ユーロを超える資金を調達した。
2013年6月、DevialetはD-Premierアンプの改良版である「Devialet 240」に加えて、新たなローエンドモデル「Devialet 110」と「Devialet 170」を発表した。2014年末、Devialetは初となるスピーカー「Devialet Phantom」の発売を発表した。このスピーカーは、ヨーロッパでは2015年初頭より販売された。2015年6月、1,750万ユーロ（2,000万米ドル）を以前の投資筋から再度調達した。この資金調達の目的は、このPhantomをアメリカ合衆国市場へ投入するためであった。
Devialetは、2016年に新たな商品を市場に投入した。「Gold Phantom」と名付けられた108デシベルを超える音量に対応するスピーカーと、「Expert PRO」というアンプである。
2016年11月、Devialetは1億ユーロ（1億600万米ドル）の資金調達を行った。この時に資金提供したのは、ギンコ・ヴェンチャーズやフォックスコン、ジェイ・Zのロック・ネイション、アンディ・ルービンのプレイグラウンド・グローバル、ルノー・グループ、シャープ、そしてコリリャ・キャピタルらであった。
2017年10月、パリ国立オペラと10年間の契約を結び、ガルニエ宮に「サウンド・ディスカバリー・ルーム」を構築することとなった。Devialetは加えて、ルノーとも協業体制を構築し、搭載されるカーオーディオシステムを製作することとなった。2017年12月に試作機がルノーのコンセプトカーである「SYMBIOZ」の試作機で搭載された。
創業時から最高経営責任者を務めていたカンタン・サニーが、2018年3月に退任し、新たにフランク・ルブシャール（フランス語: Frank Lebouchard）が就任した。

## 製品

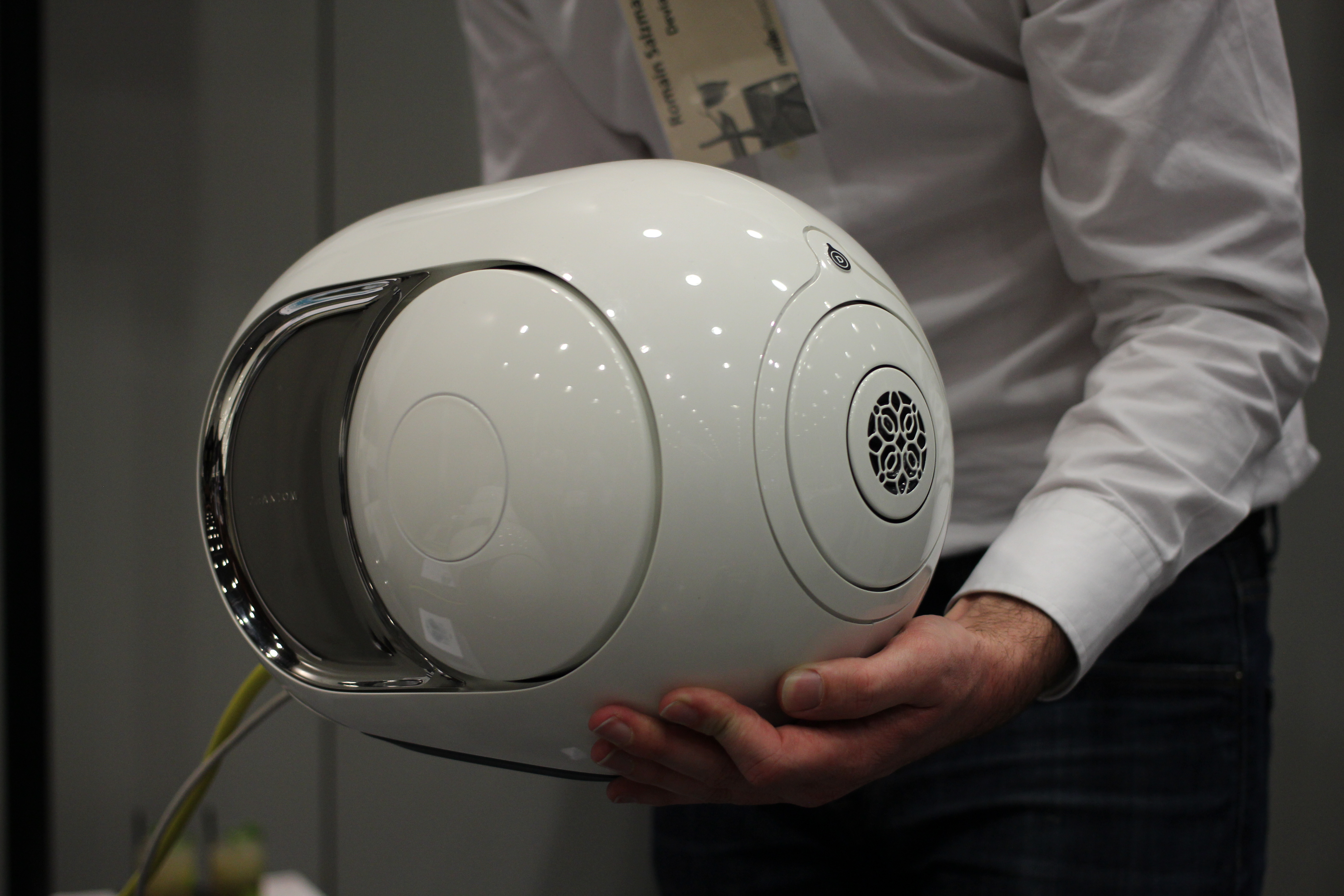
2015年発売のDevialet Phantom

### Phantom
Devialetは、「Phantom」と名付けられたワイヤレススピーカー製品や「Expert Pro」として知られるアンプ製品を開発している。「Phantom」シリーズは大きく2つに分かれており、「Phantom Premier」と「Phantom Reactor」と呼ばれている。
2016年6月、Devialetは改良された「Gold Phantom」を発売した。この製品は、最大4,500ワットの電力を使うことで、108デシベルの音量を出すことが可能な製品であった。この年の年末には、「Immersive Theater System」と呼ばれる、Gold Phantom数台使用したシアターシステムも発表された。Devialetは、引き続き自身のアンプ製品の改良を続けており、2016年の暮れには、ハイエンド製品として「Expert PRO」を市場投入した。更に、ニューヨークに自社のアウトレットストアを開業した 。
2017年11月、Devialetは、オリジナルのPhantomの改良型を発売した。
2018年10月、Devialetは「Phantom Reactor」と名付けられたスピーカーを発表した。2018年時点で、Devialetは160の技術的特許を保有していた。2019年2月、DevialetとFreeは共同で、Devialetのスピーカーを使用したTVセットトップボックスを発売した。同年11月には、Devialetはファーウェイと共同で、新しくデザインされたスピーカー「Sound X」を発表した。2020年1月、Devialetは、ベルキンがデザインした「Soundform Elite」というスピーカー兼電話充電器製品を市場に投入した。

### Dione
Devialetの販売するホームシアター用サウンドバーシステム。

### Sound Joy
ファーウェイと共同開発、販売するスマートスピーカー製品で、2022年に発売された。

### Sky Soundbox
スカイUKと共同開発し発売されたSky Q TVとのパッケージ販売用製品。

### Devialet Mania
2022年にDevialetが発表した初のポータブルスピーカー。

### Gemini
Devialetが発売する完全ワイヤレスイヤホン。2020年に発表され、2021年6月に発売された。2023年9月、Devialetは改良型となる「Gemini II」を発売した。

## 音響技術
Devialetの製品は、自社開発された様々な音響技術を用いて開発されている。マーケティング上では、下記のような名前で呼称されている。
- Analog Digital Hybrid (ADH)[18] -  ADHは、クラスA（英語版）のアナログアンプとクラスDのデジタルアンプの要素を組み合わせたもので、より大きな最大ワット数と最大デシベルを得ることを可能とした。

- Heart Bass Implosion (HBI) - HBIは、より広範な低音域の音を提供する技術であり[37]、サブウーファーの特徴を再現する様な動作をする[8]。

- Speaker Active Matching (SAM) - SAMは、リアルタイムに「マイクで録音された際の実際の音響的圧力を再現する」ために分析と音の最適化を行う信号処理技術である。

- Active Co-Spherical Engine (ACE) - ACEは、いくつかのDevialet製品[注釈 2]で採用されている球形の形状のことである。これは、全方位に対して音を届けるために音響学的に設計されている[37]。